# Campionato NCAA maschile di pallanuoto
Il campionato NCAA maschile di pallanuoto (in inglese NCAA Men's Water Polo Championship) è una competizione pallanuotistica maschile statunitense. Il campionato, organizzato dalla National Collegiate Athletic Association (NCAA), è suddiviso su tre livelli: la Division I, cioè la massima serie, la Division II e la Division III. 
I campionati si svolgono regolarmente ogni anno dal 1969. La squadra che finora ha vinto più titoli è la California, con tredici titoli.

## Struttura dei campionati
| Livello | Divisione                                             | Divisione                                             | Divisione                                             | Divisione                                             | Divisione                                             | Divisione                                             | Divisione                                             | Divisione                                             | Divisione                                             | Divisione                                             | Divisione                                             | Divisione                                             |
| ------- | ----------------------------------------------------- | ----------------------------------------------------- | ----------------------------------------------------- | ----------------------------------------------------- | ----------------------------------------------------- | ----------------------------------------------------- | ----------------------------------------------------- | ----------------------------------------------------- | ----------------------------------------------------- | ----------------------------------------------------- | ----------------------------------------------------- | ----------------------------------------------------- |
| 1       | National Collegiate Athletic Association Division I   | National Collegiate Athletic Association Division I   | National Collegiate Athletic Association Division I   | National Collegiate Athletic Association Division I   | National Collegiate Athletic Association Division I   | National Collegiate Athletic Association Division I   | National Collegiate Athletic Association Division I   | National Collegiate Athletic Association Division I   | National Collegiate Athletic Association Division I   | National Collegiate Athletic Association Division I   | National Collegiate Athletic Association Division I   | National Collegiate Athletic Association Division I   |
| 2       | National Collegiate Athletic Association Division II  | National Collegiate Athletic Association Division II  | National Collegiate Athletic Association Division II  | National Collegiate Athletic Association Division II  | National Collegiate Athletic Association Division II  | National Collegiate Athletic Association Division II  | National Collegiate Athletic Association Division II  | National Collegiate Athletic Association Division II  | National Collegiate Athletic Association Division II  | National Collegiate Athletic Association Division II  | National Collegiate Athletic Association Division II  | National Collegiate Athletic Association Division II  |
| 3       | National Collegiate Athletic Association Division III | National Collegiate Athletic Association Division III | National Collegiate Athletic Association Division III | National Collegiate Athletic Association Division III | National Collegiate Athletic Association Division III | National Collegiate Athletic Association Division III | National Collegiate Athletic Association Division III | National Collegiate Athletic Association Division III | National Collegiate Athletic Association Division III | National Collegiate Athletic Association Division III | National Collegiate Athletic Association Division III | National Collegiate Athletic Association Division III |